# IRT Pelham Line

Deux services desservent l’intégralité de lIRT New Lots Line via la desserte 6 en omninus (logo rond) et en express (logo carré).

L'IRT Pelham Line est une ligne (au sens de tronçon du réseau) du métro de New York comprenant des sections aériennes et souterraines, et située dans l'arrondissement du Bronx. Elle est issue de l'ancien réseau de l'Interborough Rapid Transit Company (IRT). Rattachée à la Division A du réseau, elle relie la station de Third Avenue – 138th Street dans le quartier de Mott Haven à la station Pelham Bay Park située à proximité du Pelham Bay Park. Elle est desservie par deux services: la 6 en omnibus à toute heure, et la 6 en express (logo carré) pendant les heures de pointe et ans la direction la plus encombrée (en direction de Pelham Bay Park). Son inauguration remonte au 1er août 1918 et elle comporte aujourd'hui 18 stations.